# Кухарж, Евгений Фёдорович
Евгений Фёдорович Кухарж (род. 25 февраля 1949, Москва) — советский хоккеист, нападающий, мастер спорта СССР международного класса.

## Биография
Стал заниматься хоккеем в команде «Торпедо» (Москва). Позднее перешел в хоккейную школу «Спартак» (Москва). В 1966 г. окончил среднюю школу № 542.
С 1968 по 1971 гг. — по окончании СДЮШОР «Спартак» служил в рядах Советской Армии и играл в составе команды «Динамо» (Киев) в Высшей лиге.
В 1971 году был приглашен в состав команды мастеров «Крылья Советов». За время игры серебряным, бронзовым призером чемпионата СССР. Завоевал звание чемпиона СССР и обладателя Кубка СССР в 1974 г. Завершил выступления в команде в 1975 году.
С 1975 г. по 1980 г. являлся игроком команды «Химик» (Воскресенск).
Победитель неофициального чемпионата Европы среди юниоров (1967). Победитель хоккейного турнира зимней Универсиады 1972.
В 1980 году закончил карьеру игрока.
С 1980 по 1984 гг. работал в Московском Государственном Университете на должности старшего преподавателя.
В конце 80-х годов руководил кафедрой физического воспитания в Техникуме им. Подбельского.
С 1990 года работал в Федерации Хоккея России, занимался развитием ветеранского движения и организацией хоккейной команды «Ветераны СССР и России».
В 1993 году стал президентом Фонда им. В. М. Боброва.
С 2002 являлся генеральным менеджером команды «Крылья Советов».